# Rosa Dainelli
Rosa Costanza Danielli (Cuveglio in Valle, 2 maggio 1901 – Cuveglio, 17 marzo 1973) è stata un'agente segreto del SIM attivo nell'Africa orientale.

## Biografia
Rosa Costanza Danielli, di professione medico, fu attiva nella resistenza italiana in Etiopia, allora parte dell'Africa Orientale Italiana, durante la seconda guerra mondiale, quando le armate britanniche occuparono la colonia italiana. Partecipò attivamente alle azioni contro le truppe britanniche, inquadrata in uno dei nuclei più attivi di Addis Abeba in qualità di agente del Servizio informazioni militare.
Nell'agosto del 1942, dimostrando grande coraggio ed abilità, riuscì a penetrare in un sorvegliatissimo deposito di munizioni di Addis Abeba facendolo saltare con la dinamite. In questo, i britannici vi conservavano anche ingenti quantità di proiettili Fiocchi calibro 9x19 (preda di guerra), che intendevano usare per i loro mitragliatori Sten, per i quali erano a corto di munizioni. Per questa azione gli inglesi poterono usarli meno estesamente per diversi mesi. Sfuggita all'esplosione fu però fatta prigioniera e trasferita a Dire Daua, dove entrò in contatto con Olga Corsini Olsoufieff anch'essa accusata di far parte della resistenza italiana.
Sfuggita ad una possibile condanna a morte in quanto sabotatrice e spia, rimase segregata per quindici mesi fino al suo rilascio e rimpatrio, avvenuto nel gennaio 1943 con il secondo viaggio delle navi bianche. Rientrata in Italia le fu affidato dal partito fascista l'incarico di fiduciaria del fascio di Cagliari, che lei rifiutò.
Alla fine della guerra è stata decorata con la medaglia di bronzo al Valor Militare.
Dall'11 novembre 1948 al 2 luglio 1949 ricoprì l'incarico di funzionario presso l'International Labour Organization di Ginevra.
È deceduta a Cuveglio il 17 marzo 1973.

## Contrasti storiografici
Poiché sono scarse le fonti documentali, le informazioni su Rosa Danielli sono carenti o contraddittorie.
Per il suo cognome, le fonti oscillano tra Danielli e Dainelli, mentre il suo attentato viene collocato da alcuni la sera del 15 settembre 1941, e non nell'agosto dell'anno successivo (quando la stessa era sotto sorveglianza inglese).